# بروکر (فلوریدا)
بروکر (به انگلیسی: Brooker) شهرکی در شهرستان بردفورد ایالت فلوریدا است که در سال ۱۹۵۲ بنیان‌گذاری شده‌است. این شهرک طبق سرشماری سال ۲۰۱۰ میلادی، ۳۳۸ نفر جمعیت داشته و مساحت آن نیز ۱٫۴ کیلومتر مربع است.